# Lucienne Florentin
Pour les articles homonymes, voir Florentin.
Lucienne Florentin est une journaliste et critique d'art suisse d'origine française, née à Tulle (Limousin) en 1872 et morte à Genève le 9 juin 1942.

## Biographie
Lucienne Florentin, de son vrai nom Catherine Florentine Lucienne Chasteau, est la fille d'Émile Joseph François Chasteau (1842-1918), dessinateur d'art et de Louise Saigne (1850-1926), institutrice, et la sœur de la romancière française Marcelle Tinayre.   
Elle est naturalisée suisse à la suite de son mariage avec le peintre et graveur genevois Armand Cacheux qu'elle rencontre dans les milieux artistiques parisiens.  
En 1903, son mari est nommé professeur à l’École des arts industriels de Genève ce qui lui permet de s'intégrer au milieu artistique genevois, sans pour autant participer à la culture des cafés représentée à cette époque par les amis du peintre Ferdinand Hodler au Café Chez Dussez, Place du Cirque et du peintre Otto Vautier au Café du Levant, Place du Port à Genève. 
En 1909, elle est engagée comme critique d'art, de théâtre et de littérature au quotidien genevois La Suisse. Elle prend alors le pseudonyme de Lucienne Florentin et écrit pour ce journal jusqu'en 1941. Elle est chargée de rédiger la chronique artistique et de faire des comptes rendus des expositions qui ont lieu à Genève, en Suisse et même à Paris. Elle écrit aussi pour d'autres revues, notamment Pages d'Art et L'Art en Suisse. 
Elle ne cache pas sa préférence pour l'art « latin » plutôt que « germanique » et classique plutôt que moderniste, qu'elle exprime dans certains de ses écrits par les désordres parisiens sans doute pour le cubisme et par l'art brutal, violent [...] abstrait et géométrique de l'Allemagne, probablement pour l'Expressionnisme.

Au début du XXe siècle, la critique d'art est l'apanage des écrivains et des peintres qui signaient la plupart des chroniques artistiques. Surnommée par ses confrères journalistes la sirène des galeries, la mère Florentin ou plus ironiquement l'oracle des arts, elle est la première femme critique d'art professionnelle en Suisse romande, cela dans un milieu complètement dominé par la gent masculine. Aidée par une certaine aisance à manier la plume de par son origine française proche des influences artistiques parisiennes, elle s'impose rapidement comme une critique impitoyable ; on en veut pour preuve, parmi beaucoup d'autres exemples, ce jugement sur la jeune génération de peintres suisses romands dans un de ses articles :

« Quand donc ces jeunes oublieront-ils ce qu'ils ont mal appris ? Quand donc vomiront-ils leur science indigeste et empoisonnée; quand donc cesseront-ils de rechercher l'art perse, hindou ou égyptien, tout l'art oriental pour l'imiter aussi vainement, aussi platement qu'un Olsommer imite un peintre chinois ? Quand rechercheront-ils enfin la nature dans la nature et nous montreront-ils, ces fauves, leur cou que ne pèlera plus un collier ? »

— Casse-cou! / L. Florentin, In: La Suisse. - Genève. - 27 mars 1913, rubrique "Chronique artistique"
De même, ses critiques théâtrales sont toutes aussi virulentes au point que le directeur de la Comédie de Genève de l'époque, Ernest Fournier provoque le scandale en la menaçant d'une fessée publique.
En 1913, en marge de son travail de journaliste à La Suisse, elle est engagée comme conseillère artistique par la Galerie Moos qui joue alors un rôle de premier plan sur la scène artistique locale. L'association d'un marchand de tableau et d'une critique d'art provoque la polémique. Ce système marchand-critique sera dénoncé par le peintre genevois Louis Baudit qui publiera à compte d'auteur un opuscule dont voici quelques lignes :

« Et pour peu que ce marchand de tableaux soit assez habile pour avoir avec lui un journaliste, critique d'art, intéressé dans sa maison aux appointements de cinq ou six cents francs par mois...avec une part sur les bénéfices...que sais-je encore ? et ayant encore une influence sur la direction du Musée de Genève, comme elle eut une influence sur L’École des Arts industriels, cela est plus qu'il n'en faut pour créer un courant assez fort pour violer et dompter le goût naïf mais juste du public. Tel est l'esprit du programme d’association de Mme Florentin avec la Galerie Moos. »

— Beaux-arts : critiques, marchands de tableaux / Louis Baudit, Genève : L. Baudit, 1919, p. 4-5

Cette notoriété grandissante, sa particularité de femme critique d'art, la publication de ses articles en première page du quotidien La Suisse, son rôle présumé dans la promotion des expositions de la Galerie Moos, sans oublier ses origines françaises et le caractère radical de ses jugements artistiques ont aussi inspirés deux violents pamphlets, à caractère le plus souvent misogyne, au peintre et écrivain Albert Trachsel dont voici un extrait du premier : 

« [...] on se trouve simplement en face d'un impertinent saltimbanque, d'un drôle, dont le mérite le plus évident consiste à collectionner des potins de concierges, des racontars de vieilles filles »

— Le "Zed" de la "Suisse" ou la vieille lavandière de la Cité / Albert Trachsel, Genève : Impr. A. Kündig, 1914, p. 267

Le deuxième pamphlet est une autre longue suite de propos tout aussi virulents, parfois xénophobes, sur Lucienne Florentin dont voici les premières lignes : 

« Nombreux sont les lecteurs de La Suisse, ce journal dont le solide patriotisme, le noble désintéressement, les proses éblouissantes, les magistrales chroniques, sont l'honneur de la presse genevoise, et ont contribué à répandre bien au-delà de nos frontières la réputation du journalisme helvétique. Et ces nombreux lecteurs, entre autres pâtisseries et succulentes meringues, contenues dans cette feuille maraîchère, ont le bonheur quasi divin de savourer, de déguster avec délice, les étonnantes critiques d'Art signées "Florentin". »

— "Florentin" dit "L'oracle des arts" / Albert Trachsel, Genève : [A. Trachsel], 1920 (Genève : Dubouchet & Giamboni), p. [7]

Ces attaques ne semblent pas avoir entamé la réputation de Lucienne Florentin dont l'autorité en matière de critique d'art ne fait que se confirmer dans l'entre-deux-guerres. Quelques années plus tard, elle écrit ces mots sur A.Trachsel dans un de ses articles :

« [...]. Mais l'écrivain se double d'un peintre et le peintre vaut mieux que l'écrivain. »

— Albert Trachsel / Lucienne Florentin, In La Suisse. - Genève. - 30 janvier 1929
Dans les années 1920, elle divorce.
Entre 1923 et 1936, elle publie une série de monographies dans un style plus «aimable», notamment sur Théophile Robert et sur le peintre japonais Takanori Oguiss. 
En 1936, elle est faite chevalier de la Légion d'honneur pour service rendu à l'art et aux artistes.
À partir de 1941, la maladie l'empêche de poursuivre ses activités professionnelles. Elle meurt à Genève, le 9 juin 1942 à l'âge de 70 ans.

## Distinctions
- 1936 Ordre national de la Légion d'honneur

## Publications
- 1923 : René Guinand / Lucienne Florentin, Genève : A. Ciana, [1924]
- 1931 : François Barraud / par L. Florentin, Genève : Galerie Moos, 1931
- 1933 : Théophile Robert / Lucienne Florentin, Neuchâtel ; Paris : Delachaux & Niestlé, 1933
- 1934 : Léopold Robert : 1794-1835 / L. Florentin, Genève : Sonor, [1934]
- 1935 : Oguiss, peintre de Paris / L. Florentin, Genève : Sonor, 1935
- 1936 : Marc Timenovitch (1914-1936) / [L. Florentin], Genève : Sonor, [1936?]

## Sélection d'articles de presse
- 1910 : Exposition Hodler / L. Florentin, In La Suisse. - Genève. - 24 novembre 1910
- 1911 : Exposition Jeanmaire / Lucienne Florentin, In La Suisse. - Genève. - 22 avril 1911
- 1911 : Max Buri / Lucienne Florentin, In La Suisse. - Genève. - 12 octobre 1911
- 1911 : Art moderne. III / Lucienne Florentin, In : La Suisse. - Genève. - 13 octobre 1911, rubrique "Chronique artistique"
- 1911 : Exposition Hermès / Lucienne Florentin, In La Suisse. - Genève. - 19 octobre 1911
- 1912 : Les expositions A. Sandoz et Berthe Lassieur-Sandoz / Lucienne Florentin. - In La Suisse. - Genève. - 26 septembre 1912
- 1913 : Casse-cou / Lucienne Florentin, In La Suisse. - Genève. - 27 mars 1913
- 1913 : Expositions des cubistes / Lucienne Florentin, In La Suisse. - Genève. - 5 février 1913
- 1913 : L'exposition Alice Bailly ou comment on devient cubiste / Lucienne Florentin, In La Suisse. - Genève. - 22 octobre 1913
- 1913 : Sécession / Lucienne Florentin, In La Suisse. - Genève. - 6 novembre 1913
- 1915 : Otto Vautier / L. Florentin, In: Pages d'art : revue mensuelle suisse illustrée. - Genève. - 1915, oct., p. 5-20
- 1915 : Maurice Baud / L. Florentin, In: Pages d'art : revue mensuelle suisse illustrée. - Genève. - 1915, nov., p. 5-22
- 1918 : Alfred Olivet, architecte / L. Florentin, In: Pages d'art : revue mensuelle suisse illustrée. - Genève. - 1918, févr., p. 73-84
- 1918 : Maurice Sarkissoff / L. Florentin, In: Pages d'art : revue mensuelle suisse illustrée. - Genève. - 1918, mars, p. 85-108
- 1919 : Pietro Chiesa / L. Florentin, In: Pages d'art : revue mensuelle suisse illustrée. - Genève. - 1919, juil., p. 201-222
- 1920 : Les artistes décorateurs / L. F., In La Suisse. - Genève. - 21 janvier 1920
- 1920 : Les Cubistes / Lucienne Florentin, In La Suisse. - Genève. - 10 février 1920
- 1920 : Au Musée des beaux-arts / Lucienne Florentin, In La Suisse. - Genève. - 26 octobre 1920
- 1920 : L'école de danse de clothilde et Alexandre Sakharoff / L. Florentin, In: Pages d'art : revue mensuelle suisse illustrée. - Genève. - 1920, déc., p. 395-400
- 1921 : La peinture à l'exposition internationale des beaux-arts / Lucienne Florentin, In La Suisse. - Genève. - 11 janvier 1921
- 1924 : L'Esprit Nouveau / Lucienne Florentin, In La Suisse. - Genève. - 18 février 1924
- 1925 : Henry Meylan / L. Florentin, In: Pages d'art : revue mensuelle suisse illustrée. - Genève. - 1925, févr., p. 25-44
- 1926 : Carlos Schwab / L. Florentin, In: Pages d'art : revue mensuelle suisse illustrée. - Genève. - 1926, mai, p. 107-120
- 1926 : René Guinand ou l'invitation au voyage / L. Florentin, In: Pages d'art : revue mensuelle suisse illustrée. - Genève. - 1926, juin, p. 121-132
- 1927 : L'art et l'automobile / L. Florentin, In: L'art en Suisse. - Genève. - 1927, mars, p. 63-69
- 1928 : Le Salon de l'Oeuvre / L. Florentin, In La Suisse. - Genève. - 7 décembre 1928
- 1929 : Vers un art fasciste / L. Florentin, In La Suisse. - Genève. - 26 mars 1929
- 1929 : 21 artistes du Novecento exposent à Genève / Lucienne Florentin, In La Suisse. - Genève. - 18 juin 1929
- 1929 : Artistes de la jeune Italie / Lucienne Florentin, In La Suisse. - Genève. - 23-28 juin 1929

- 1929 : Les peintres et sculpteurs suisses au Musée de Zurich / Lucienne Florentin, In La Suisse. - Genève. - 3 décembre 1929
- 1930 : A la Woba / Lucienne Florentin, In La Suisse. - Genève. - 28 septembre 1930
- 1931 : Au Musée d'art et d'histoire : promenade en Egypte avec M. F. Boissonnas / L. F., In La Suisse. - Genève. - 25 janvier 1931
- 1931 : Lucien Baszanger : artiste et joaillier / L. Florentin, In: L'art en Suisse. - Genève. - 1931
- 1931 : La maison moderne et la ville de l'avenir / Lucienne Florentin, In La Suisse. - Genève. - 14 mai 1931
- 1931 : Eugène Martin : peintre du lac / L. Florentin, In: L'art en Suisse. - Genève. - 1931
- 1932 : Le projet de Le Corbusier pour la reconstruction de la rive droite / Lucienne Florentin, In La Suisse. - Genève. - 21 juillet 1932
- 1934 : Inauguration de l'exposition d'art italien / Lucienne Florentin, In La Suisse. - Genève. - 22 juillet 1934